# Vzorec (statistika)
Statistični vzorec je podmnožica populacije, na podlagi katerega dobimo oceno parametrov pri delnem opazovanju ali vzorčenju. Vzorčenje je potrebno, kadar je opazovana populacija prevelika za določitev vseh parametrov, ki so potrebni v raziskavi. Temelji na predpostavki, da je izbrani del populacije reprezentativen, torej da je možno iz lastnosti članov vzorca sklepati oz. ekstrapolirati lastnosti celotne populacije.
Vzorci so lahko naključni ali nenaključni. Slučajni oz. naključni vzorec je tisti, pri katerem je verjetnost, da bo član populacije izbran v vzorec, enaka kot pri vseh drugih članih populacije. Pomembna je tudi velikost vzorca; v splošnem omogoča večji vzorec natančnejšo oceno nekega parametra. Natančnost izraža standardna napaka, ki je razmerje med standardno deviacijo parametra v vzorcu in velikostjo vzorca.
{\displaystyle SE_{\bar {x}}\ ={\frac {s}{\sqrt {n}}}}
Očitno je, da se z večanjem velikosti vzorca (n) standardna napaka manjša, kar omogoča natančnejše testiranje hipotez (z večjo statistično močjo in manjšim intervalom zaupanja).